# Half-Breed (canción)
«Half-Breed» —en español: «Mestiza»— es una canción de la artista estadounidense Cher. Fue lanzada en 1973 como primer sencillo de su álbum Half Breed. La canción logró un éxito notable en los Estados Unidos, encabezando el Hot 100 de Billboard, convirtiéndose en el segundo número uno de la cantante, así como uno de sus sencillos más notables en su carrera.

## Información general
«Half-Breed» fue el primer sencillo del décimo álbum de estudio de Cher, Half Breed. Narra la historia de una mujer joven, quien es mitad blanca y mitad cheroqui, así como los problemas que enfrentan este tipo de personas. La canción ofrece un escenario de discriminación hacia los nativos americanos, pues la mujer asegura que la gente blanca la llaman «india squaw», y ella se declara a sí misma «blanca por ley».
En 1973, «Half-Breed» alcanzó el puesto número uno del Billboard Hot 100 y permaneció allí por dos semanas, siendo la segunda vez que la artista lideraba dicha lista. También, logró la certificación de oro en dicho país tras vender más de 1 millón de copias. La canción logró gran aceptación en Canadá y Australia, ingresando al top 10 de sus listas de éxitos.

## Recepción crítica
Peter Fawthrop, editor de Allmusic, declaró que la canción tiene un ritmo «tintineante», siendo una de las más alegres de todo el álbum. La revista Rolling Stone la recomendó y describió la voz de Cher como «frenética», y a la producción como supremamente comercial.

## Interpretaciones en vivo
En 1999, luego de 25 años de no interpretarla en vivo, Cher incluyó «Half-Breed» en su gira Do You Believe? Tour. Entre 2002 y 2005, cantó la canción 325 veces durante su gira mundial Living Proof: The Farewell Tour.
«Half-Breed» ha estado presente en algunas giras y espectáculos de la cantante:
- Do You Believe? Tour
- Living Proof: The Farewell Tour
- Cher at the Colosseum

## Video musical
El video musical de «Half-Breed» es uno de los más destacados en la videografía de Cher. Fue grabado como parte de una interpretación de la artista en el programa The Sonny & Cher Comedy Hour en 1973. En él, Cher canta mientras monta un caballo en un escenario casi completamente blanco. Su vestimenta, así como la notable instrumentación, refleja la cultura nativa americana.
En 2002, Dan-O-Rama creó un popurrí de «Half-Breed», así como de otras destacadas canciones de la artista de la misma época, entre ellas, «All I Really Want to Do», «Gypsys, Tramps & Thieves» y  «Dark Lady». El remix fue incluido en la gira de la cantante Living Proof: The Farewell Tour.

## Listas de popularidad

### Semanales
| Alemania       | Media Control Charts | 29 |
| Australia      | ARIA Charts          | 4  |
| Canadá         | RPM                  | 1  |
| Estados Unidos | Billboard Hot 100    | 1  |

## Certificaciones
| País           | Organismo certificador | Certificación | Simbolización | Ventas certificadas |
| -------------- | ---------------------- | ------------- | ------------- | ------------------- |
| Estados Unidos | RIAA                   | Oro           | ●             | 1 000               |

## En la cultura popular

### Cine
- La canción apareció en la cinta de 2005, Los amos de Dogtown.
- En la cinta Flawless de 1999, una mujer afroamericana interpreta la canción sobre un escenario.

### Otras versiones
- Los cantantes suecos Björn Skifs & Blåblus grabaron la primera versión de «Half-Breed» y la incluyeron en su álbum Pinewood Rally, de 1973.
- El cantante alemán Joy Fleming grabó una versión en su idioma con el título «Halbblut». Fue lanzada como sencillo en 1973 y llegó hasta la posición 38 de las listas de popularidad de Alemania Occidental en 1974.
- El director de orquesta Ray Conniff realizó una versión sinfónica en noviembre de 1973. Fue remasterizada en 2009 e incluida en su álbum Ray Conniff: The Singles Collection, Volume 3.
- En 1990, la cantante canadiense Shania Twain realizó una versión de estudio, sin embargo, no fue publicada hasta 2001 en The Complete Limelight Sessions.
- El grupo de rock alternativo House of Large Sizes también realizó una versión.
- El artista de música electrónica Peaches realizó una versión para radio.
- El artista estadounidense RuPaul versionó «Half-Breed» en su programa The RuPaul Show.
- Shania Clemmons interpretó la canción durante una audición para el programa de talentos The New Normal en 2012.